# 阿部弘毅
阿部 弘毅（あべ ひろあき、1889年（明治22年）3月15日 - 1949年（昭和24年）2月6日）は、日本の海軍軍人。最終階級は海軍中将。
海軍兵学校（39期）、海軍大学校（23期）卒業。海軍兵学校同期に伊藤整一、遠藤喜一、高木武雄、山県正郷、岡敬純、角田覚治、原忠一などがいる。

## 経歴
山形県米沢市出身。1911年（明治44年）7月、海軍兵学校39期を148人中26位で卒業。1912年（大正元年）12月、海軍少尉任官。
1938年（昭和13年）11月海軍少将、海軍兵学校教頭兼監事長。1941年（昭和16年）8月、重巡洋艦「利根」、「筑摩」からなる第8戦隊司令官。第8戦隊は真珠湾攻撃、ミッドウェー海戦に参加した。1942年（昭和17年）7月、戦艦「比叡」、「霧島」からなる第11戦隊司令官。第二次ソロモン海戦において、機動部隊の前衛部隊指揮官を務めたが、夜戦に備えて前進命令が出たにもかかわらず命令に従わずに督戦され、また南太平洋海戦でも敵から遠ざかる避退行動を続けて督戦命令を受けるなど、消極的な指揮が問題となった。1942年（昭和17年）11月1日海軍中将に昇進し、1942年11月12日～15日にソロモン海で行われた第三次ソロモン海戦において第11戦隊を中心とする挺身攻撃隊を率いたが、指揮下の戦艦2隻を喪失し、責任を問われる形で予備役に編入された。
1947年（昭和22年）11月28日、公職追放仮指定を受けた。

## 親族
航空母艦「信濃」の艦長でもある阿部俊雄少将は弟にあたる。

## 栄典
- 1932年（昭和7年）12月28日 - 従五位[2]